# 1880 au Québec
Cet article traite des événements survenus en 1880 au Québec. 

## Événements

### Janvier
- 1er janvier : la municipalité de Rivière-du-Loup prend le nom de Louiseville en l'honneur de la princesse Louise, fille de la reine Victoria et épouse du marquis de Lorne, actuel gouverneur général du Canada[1].
- 16 janvier : nommé juge à la Cour des sessions de la paix, Alexandre Chauveau abandonne son poste de député de Rimouski[2].

### Février
- 12 février : le libéral-conservateur John Joseph Caldwell Abbott remporte l'élection partielle fédérale d'Argenteuil à la suite de la réélection de Thomas Christie.
- 13 février : à la suite de problèmes de santé, William Evan Price démissionne de son poste de député de Chicoutimi-Saguenay[2].
- 14 février : le conservateur Auguste-Réal Angers remporte l'élection partielle fédérale de Montmorency à la suite de la démission de Pierre-Vincent Valin.
- 22 février : annonce que des négociations secrètes ont eu lieu entre modérés libéraux et conservateurs afin de former une coalition pour contrer les ultramontains et les libéraux radicaux. Honoré Mercier était négociateur pour les libéraux, Joseph-Alfred Mousseau pour les conservateurs. Les négociations achoppent après avoir été éventées par les journaux[3].

### Mars
- 3 mars : le libéral Joseph Parent remporte l'élection partielle de Rimouski[2].
- 19 mars : le conservateur Guillaume Amyot remporte l'élection partielle fédérale de Bellechasse à la suite de la démission d'Achille Larue.
- 27 mars : le conservateur Élisée Beaudet (en) est élu sans opposition dans le district de Chicoutimi-Saguenay[2].

### Avril
- 17 avril : le libéral Edward Holton remporte l'élection partielle fédérale de Châteauguay à la suite de la mort de son père Luther Hamilton Holton.

### Mai
- 3 mai : Jean-Docile Brousseau succède à Robert Chambers au poste de maire de Québec[4].
- 12 mai : annonce que le gouvernement Chapleau a réussi à négocier un emprunt de 4 000 000 $ en France par l'intermédiaire du trésorier Jonathan Würtele[5].
- 28 mai : ouverture de la troisième session de la 4e législature. Le discours du Trône annonce que la Chambre aura à sanctionner la création d'un Crédit foncier franco-canadien négocié à Paris le printemps dernier entre Würtele et des hommes d'affaires français[6].

### Juin

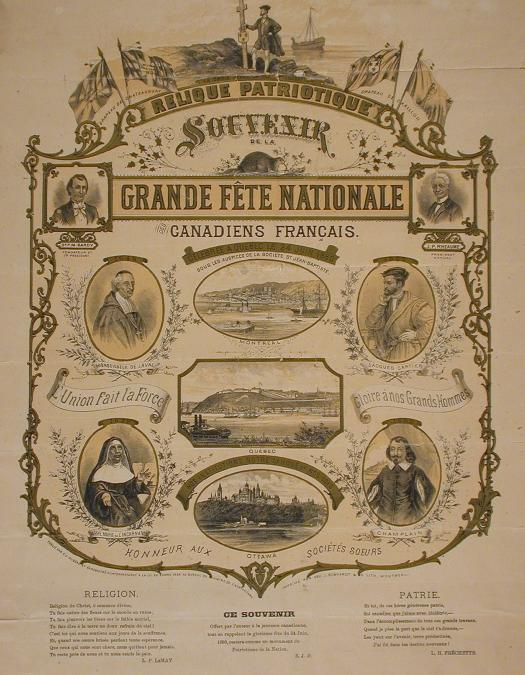
Relique Patriotique, Souvenir de la Grande Fête Nationale des Canadiens Français

- 2 juin : le leader libéral Honoré Mercier dépose une résolution à l'Assemblée législative proposant l'abolition du Conseil législatif qui, selon lui, est inutile et coûte trop cher[7].
- 15 juin : le premier ministre Joseph-Adolphe Chapleau présente le projet de loi incorporant le Crédit foncier franco-canadien dont le but est de « prêter aux corporations, fabriques et autres institutions ayant un caractère de stabilité et de durée ». Les municipalités pourraient y trouver des fonds et les autres provinces sont invitées à y participer[8].
- 16 juin : dans son budget, Jonathan Würtele annonce des dépenses de 3 841 831 $ pour l'année en cours. La dette québécoise atteint maintenant 15 000 000 $[9].
- 24 juin : à l'occasion des Fêtes de la saint-Jean, le Quatuor vocal de Québec (Alphonse Vaillancourt, Henry-Austin Bédard, Pierre Laurent et Léonce P. Bilodeau) chante pour la première fois le Ô Canada sur les Plaines d'Abraham. L'hymne vient d'être composé par le juge Adolphe-Basile Routhier et mis en musique par Calixa Lavallée[10].
- 29 juin : l'Assemblée législative adopte le projet de loi sur l'emprunt français. Il adoptera celui sur le Crédit franco-canadien en juillet.

### Juillet
- 15 juillet : le journal libéral L'Électeur commence à paraître à Québec[11].
- 24 juillet : la session est prorogée.
- 26 juillet : l'Hôpital Notre-Dame est inauguré à Montréal[12].

### Août
- 9 août : le journal conservateur La Minerve devient la propriété de Joseph Tassé d'Alexandre Lacoste et d'Aimé Gélinas. La transaction est de 38 000 $. Le quotidien demeure un organe du Parti conservateur[13].

### Septembre
- 1er septembre : le ministère de l'Agriculture et le secrétariat de la province emménagent dans le nouvel Hôtel du Parlement dont l'une des ailes est maintenant terminée[2].
- 10 au 13 septembre : un incendie de forêt ravage les districts de Bagot, Shefford et Drummond. Certains villages (Sainte-Hélène, Upton, Saint-Théodore, Saint-Valérien et Drummondville) ont plusieurs dégâts importants. Trois victimes sont à déplorer[14].
- 14 septembre : le gouvernement Macdonald signe avec un syndicat de financiers (le futur Canadien Pacifique) un contrat leur permettant de construire un chemin de fer reliant la Colombie-Britannique au reste du Canada. La compagnie reçoit une subvention de 25 000 000 $ et 25 000 000 acres de terres. La construction doit être terminée au plus tard en 1891[15].

### Octobre
- 5 octobre : à Paris, Jonathan Würtele négocie les dernières conditions de l'emprunt français et la mise en place de l'administration du Crédit foncier franco-canadien dont le premier président est J. H. Thoms[16].
- 10 octobre : Joseph-Adolphe Chapleau est le premier titulaire au poste de commissaire aux Chemins de fer, dont le ministère vient d'être créé[2].
- 18 octobre : le libéral-conservateur David Ames Manson remporte l'élection partielle fédérale de Brome à la suite de la mort d'Edmund Leavens Chandler.

### Novembre
- 8 novembre : deux Québécois entrent dans le cabinet Macdonald lors d'un remaniement ministériel : Adolphe-Philippe Caron devient ministre de la Milice et Joseph-Alfred Mousseau président du Conseil privé.
- 30 novembre : l'élection du conservateur Joseph Robillard (en) dans Berthier, tenue le 1er mai 1878, est annulée pour cause d'influence indue[2].

### Décembre
- 9 décembre : le Parti conservateur du Canada remporte les deux élections partielles fédérales de Joliette et Montmorency.
- 13 décembre : lors d'un banquet du Parti conservateur au Club Cartier de Montréal, le ministre fédéral Hector-Louis Langevin fait un grand éloge de la Confédération canadienne. Quant au premier ministre québécois, Joseph-Adolphe Chapleau, il y justifie l'emprunt français et la création du Crédit foncier franco-canadien[17].
- 30 décembre : le conservateur Joseph Robillard est réélu lors de l'élection partielle de Berthier[2].

## Naissances
- Joseph-Papin Archambault (jésuite et éducateur) († 2 octobre 1966)
- 3 janvier - Donat Raymond (politicien et joueur de hockey) († 5 juin 1963)
- 21 février - Armand Lavergne (politicien) († 5 mars 1935)
- 19 mai - Idola Saint-Jean (militante féministe) († 6 avril 1945)
- 29 août - Marie-Louise Meilleur (doyenne de l'humanité de 1997 à 1998) († 16 avril 1998)
- 13 septembre - Georges-Alexandre Courchesne (personnalité religieuse) († 14 novembre 1950)
- 12 octobre - Louis Hémon (écrivain) († 8 juillet 1913)
- 13 décembre - Joseph-Napoléon Francoeur (politicien) († 25 juillet 1965)

## Décès
- 12 juin - William Evan Price (homme d'affaires)`(º 17 novembre 1827)
- 28 septembre - Johnny Guay (homme d'affaires) (º 10 août 1828)
- 18 octobre - Luc-Hyacinthe Masson (politicien) (º 16 août 1811)